# Tiroteo de Ventanilla Alta de 2023
El tiroteo de Ventanilla Alta ocurrió el 30 de septiembre de 2023 en una loza deportiva del distrito de Ventanilla. El ataque dejó tres muertos y tres heridos.

## Descripción
El 30 de septiembre de 2023 se estaba realizando una pichanga a  las 23:15 de la noche en una competición deportiva barrial en la zona de Ventanilla Alta, entre la comunidad venezolana de inmigrantes y peruanos locales. Los equipos competidores eran Pachacútec y Ventanilla Alta de la Copa Humilde.
En ese contexto, un motorizado llegó al local y junto a su copiloto entraron al local para realizar 20 disparos contra varios de los asistentes. Al terminar su labor los atacantes intentaron escapar pero se dieron con la sorpresa que la puerta había sido cerrada, por lo que los asistentes, que también contaban con armas, abrieron fuego contra ellos, falleciendo uno de ellos en el acto.
Los vecinos del lugar relataron a la Policía Nacional del Perú que pensaron que los ruidos de los disparos eran fuegos artificiales por estar cerca la temporada navideña.

### Víctimas
Elmo Castillo Céspedes de 28 años fue la única víctima mortal de los atacantes, era el dueño y músico principal de la orquesta que fue contratada para tocar en el día del partido, los disparos que le dieron fue en la nuca, mientras que entre jugadores y espectadores se registraron a Javier Zapata Chávez de 21 años herido en la pierna izquierda, Vidal Vásquez Zelada de 52 años con quemaduras en la oreja derecha y David Flores Chahua de 21 años que fue alcanzado en el dedo meñique izquierdo.
Ambos atacantes de nacionalidad venezolana fallecieron como consecuencia del contrataque de los presentes, Franco Franiner Javier murió en el acto, mientras Jean Luis Alexander Rodríguez Aponte de 22 años no resistió camino al hospital. El Serenazgo Municipal del distrito de Ventanilla trasladaron a los heridos.
El Ministerio Público se encargó del levantamiento de los cadáveres. El Municipio distrital de Ventanilla informó que la actividad deportiva no tenía licencia para desarrollarse.

## Motivo del ataque
Tanto la PNP como la Fiscalía informaron que el principal motivo del ataque sería un ajuste de cuentas por extorsión de cupos debido a que Castillo Céspedes se negaba a pagar lo que los venezolanos le exigían, aunque también se mantuvo la posibilidad de que los asistentes tengan antecedentes penales y el incidente fuera un enfrentamiento de bandas criminales.
Para la PNP los sicarios posiblemente pertenecían a la banda "Los Monstruos del gatillo", una de las más grandes de la provincia constitucional del Callao, la misma que tendría nexos con personal del Ministerio de Salud para que atiendan a sus miembros heridos en enfrentamientos con la policía y otras bandas.